# Richard Carew Pole
Sir John Richard Walter Reginald Carew Pole, 13. Baronet OBE (* 2. Dezember 1938; † 1. Dezember 2024) war ein britischer Adliger. Sein Rufname war sein mittlerer Vorname Richard.

## Leben
Richard Carew Pole war der älteste Sohn von Sir John Carew Pole, 12. Baronet, und dessen Frau Cynthia Mary Burns. Er besuchte das Eton College, ehe er ab 1958 in die British Army eintrat und bei den Coldstream Guards diente. 1963 schied er als Lieutenant aus der Armee aus und studierte am Royal Agricultural College in Cirencester, wo er 1967 sein Studium als MRICS abschloss. Anschließend arbeitete er bis 1972 als Chartered Surveyor bei einer Immobilienfirma. Danach wurde er Vorstandsmitglied und später auch Vorsitzender von verschiedenen Firmen, Verbänden oder Behörden wie der Devon and Cornwall Police Authority und des Eden Project. Dazu übernahm Carew Pole mit die Verwaltung der Besitzungen der Familie Carew Pole. Sein Vater überließ ihm 1983 das Wohnrecht des Familiensitzes Antony House, das jedoch im Besitz des National Trust ist. Zusammen mit seiner Frau ließ Carew Pole Teile des Gartens von Antony House umgestalten. Nach dem Tod seines Vaters erbte er 1993 den Titel Baronet, of Shute House in the County of Devon, und die Ländereien der Familie. Von 1973 bis 1993 gehörte er dem County Council von Cornwall an, wo er auch Vorsitzender von mehreren Ausschüssen war. 1979 diente er als High Sheriff von Cornwall, seit 1988 war er Deputy Lieutenant von Cornwall. Dazu engagierte sich Carew Pole in zahlreichen Institutionen, Vereinen und Organisationen. Unter anderem war er von 1979 bis 1989 Governor des Seale Hayne Agricultural College bei Newton Abbot, von 1985 bis 1996 Governor des Plymouth College und von 2001 bis 2006 Präsident der Royal Horticultural Society. 2006 war er Prime Warden der Londoner Fishmongers Company. Für seine Verdienste wurde er 2000 zum Officer des Order of the British Empire ernannt.

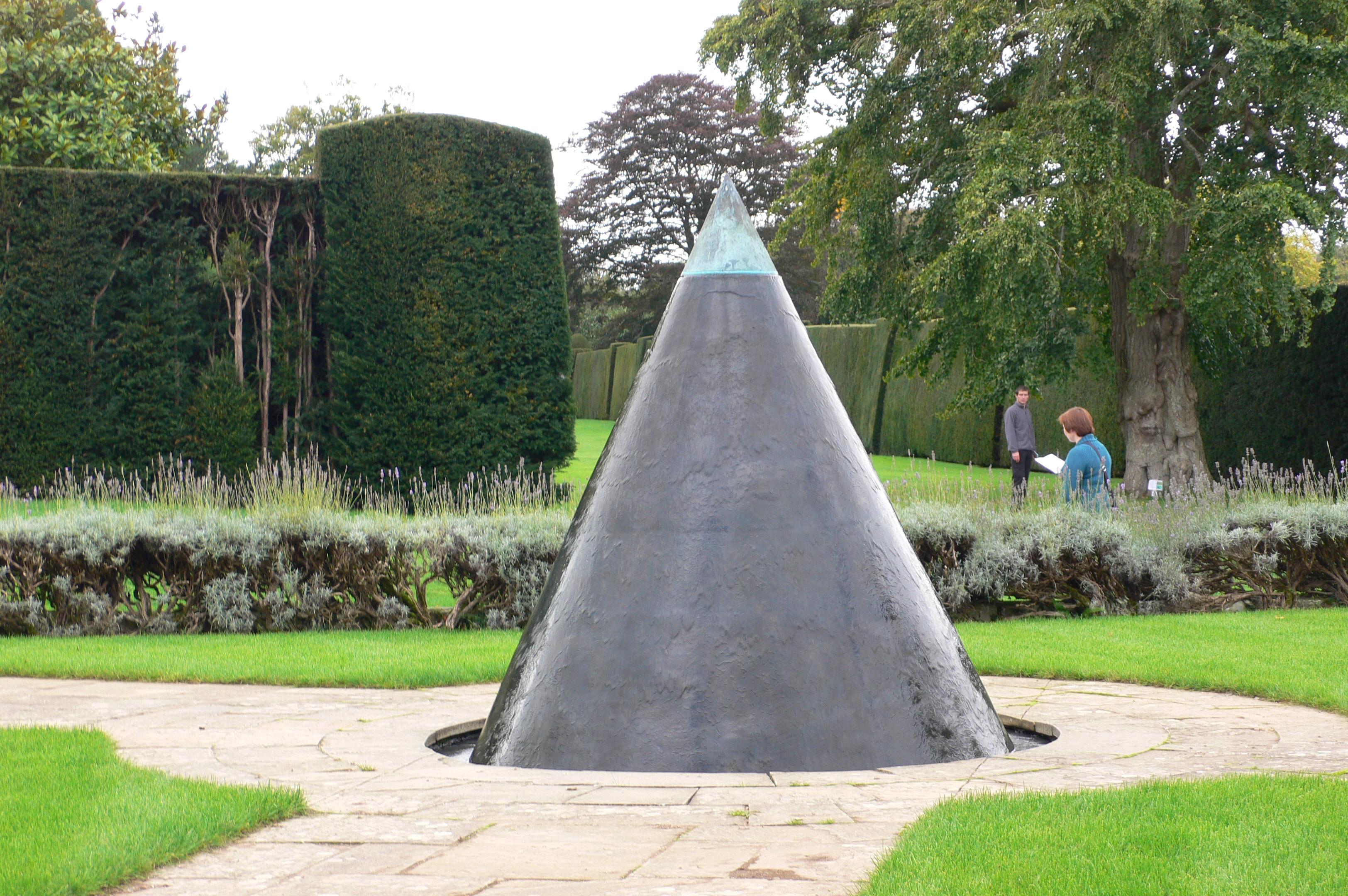
Richard Carew Pole ließ diesen Brunnen im Garten von Antony House errichten

## Ehen und Nachkommen
In erster Ehe hatte Carew Pole Hon. Victoria Lever, eine Tochter von Philip Lever, 3. Viscount Leverhulme und von Margaret Ann Moon geheiratet. Die Ehe wurde 1974 geschieden. In zweiter Ehe heiratete Carew Pole 1974 Mary Dawnay, eine Tochter von Ronald Dawnay und Elizabeth Grey. Mit ihr hatte er zwei Söhne:
- Sir Tremayne John Carew Pole, 14. Baronet (* 1974) ⚭ Charlotte Watkins;
- John Alexander George Carew Pole (* 1975) ⚭ Rebecca Wood.

Carew Poles zweite Frau dient als Hofdame von Prinzessin Anne und wurde 2003 als Commander des Royal Victorian Order ausgezeichnet.